# Pekka Haavisto
Pekka Haavisto (n. Helsínquia, 23 de Março de 1958) é um político finlandês, da Aliança dos Verdes.

Foi deputado do Parlamento da Finlândia - o Eduskunta, em 1987-1995 e 2007-.
Foi líder da Aliança dos Verdes em 1993-1995.
Foi Ministro do Ambiente em 1995-1999.
Foi candidato a Presidente da Finlândia em 2012, tendo ficado em segundo lugar com 18% dos votos e entrando assim na ronda final contra o conservador Sauli Niinistö, que obteve 37%.

## Vida pessoal
Pekka é homossexual. Desde 1997 que mantém uma relação com Nexar António Flores, nascido em 1978, natural do Equador. Desde 2002 que os dois vivem em parceria registada, a figura jurídica que protege as relações homossexuais na Finlândia.